# Christina Hoevenaar
Christina Hoevenaar (gedoopt Utrecht, 7 december 1766 – Batavia, 12 augustus 1818) was een Nederlandse patriot. 

## Biografie
Hoevenaar werd geboren als dochter van de Utrechtse notaris en procureur Adrianus Hoevenaar (1732-1793) en Christina Mechteld Oortman (1732-1815).
Zij  trouwde op 27 september 1784 in Utrecht met de Amsterdamse advocaat en patriot Johannes Christiaan Hespe (1757-1818). Het echtpaar vestigde zich in Amsterdam. Haar echtgenoot was daar redacteur van het weekblad De Politieke Kruyer. In 1785 werd Hespe veroordeeld. Hoevenaar diende een verzoekschrift in, omdat zij vond dat haar echtgenoot ten onrechte een extraordinair proces had gekregen, in plaats van een ordinair proces. Cornelis Pieter Chastelein schreef een gedicht bij de vrijlating van Hespe, waarin Christina Hoevenaar wordt bezongen: "Zijne Egaê op wier moed in 't felst der onweêrsvlaegen, Ор wier standvastigheid haer Hespe roem mag draegen". In 1787 moesten de patriotten vluchten. De familie Hoevenaar ging naar Duinkerken, waar vader Adriaan Hoevenaar in 1793 overleed. Het huwelijk van Christina Hoevenaar en Johannes Christiaan Hespe eindigde in een scheiding. Hoevenaar hertrouwde op 7 mei 1794 in Calais met de Utrechtse patriottenleider Pieter Philip Jurriaan Quint Ondaatje (1758-1818), met wie zij toen al een kind had. 
Hoevenaar kreeg in totaal vijftien kinderen. Uit haar eerste huwelijk met Hespe werden een zoon en vier dochters geboren, van wie een dochter jong overleed. Op een na werden alle kinderen uit haar eerste huwelijk door haar tweede echtgenoot Pieter Quint Ondaatje geadopteerd. Uit haar huwelijk met Quint Ondaatje werden acht dochters en twee zoons geboren, onder wie Pieter Philip Christiaan Ortmaer Ondaatje. Vijf dochters zijn jong overleden.

## Kunstenaarsfamilie
Haar vader Adrianus Hoevenaar tevens een amateurtekenaar en -schilder. Haar broer Adrianus Hoevenaar (1764-1832), neven Cornelis Willem Hoevenaar (1802-1873), Willem Pieter Hoevenaar (1808-1863) en achterneven Jozef Hoevenaar (1840-1927) en Cornelis Willem Hoevenaar (1847-1884) beoefenden ook de teken- en de schilderkunst. 